# Jean-Adolphe Cérémonie
Jean-Adolphe Cérémonie est un sculpteur français né à Paris le 3 janvier 1830  et mort à Levallois-Perret le 29 septembre 1881.

## Biographie
Jean-Adolphe Cérémonie est le fils de Pierre-Ambroise Cérémonie, maréchal ferrant, et d'Émilie-Françoise de Crouy, il débute au Salon de 1869 et continue d'exposer jusqu'en 1881. Il exécuta quelques petits groupes représentant des chevaux et plusieurs médaillons. Il meurt en 1881 ; il habitait alors Levallois-Perret (Seine), 90, rue de Cormeille.

## Œuvres
- Portrait de M. Ernest d'Hervilly. Buste en plâtre. Salon de 1869 (n° 3289). Ce buste reparut en marbre au Salon de 1870 (n° 4336).
- Cheval de renfort d'omnibus. Groupe en plâtre. Salon de 1869 (n° 3290). Ce groupe reparut en bronze au Salon de 1872 (n° 1591).
- Garde de Paris, ordonnance. Groupe en plâtre. Salon de 1870 (n°4335).
- Un bœuf de halage. Plâtre. Salon de 1874 (n° 2730).
- Après la bataille. Statuette en plâtre. Salon de 1875 (n° 2934).
- Sortie de l'écurie, au dépôt des omnibus. Groupe en plâtre. Salon de 1876
- Portrait de Mme G... Médaillon en terre cuite. Salon de 1877 (n° 3637).
- Un cheval difficile à ferrer. Groupe en plâtre. Salon de 1878 (n° 4107).
- Portrait de M. S. G... Médaillon en terre cuite. Salon de 1879 (n° 4862)
- Enfant mort d'hydrophobie. Médaillon en bronze. Salon de 1880 (n° 6174).
- Les trois âges du cheval. Médaillon en terre cuite. Salon de 1881 (n° 3707).